# ダリエル・アルバレス
ダリエル・アルバレス・カメホ（Dariel Álvarez Camejo、1988年11月7日 - ）は、キューバ共和国カマグエイ州カマグエイ出身のプロ野球選手（外野手、投手）。右投右打。

## 経歴

### キューバ時代
2006年にキューバ国内リーグであるセリエ・ナシオナル・デ・ベイスボルのガナデロス・デ・カマグエイでデビュー。外野手ではあるが、2006年シーズンには6試合、2007年シーズンには15試合に投手として登板した。
2012年にメキシコへ亡命した。

### オリオールズ時代
2013年7月24日にボルチモア・オリオールズと契約。この年は傘下のルーキー級ガルフ・コーストリーグ・オリオールズ、A+級フレデリック・キーズ、AA級ボウイ・ベイソックスでプレーし、3球団合計で22試合に出場して打率.342、4本塁打、10打点、1盗塁の成績を残した。オフにはアリゾナ・フォールリーグに参加し、サプライズ・サグアロスに所属した。
2014年はAA級ボウイとAAA級ノーフォーク・タイズでプレーし、2球団合計で135試合に出場して打率.306、15本塁打、87打点、8盗塁の成績を残した。
2015年8月28日にメジャー契約を結んで25人枠入りし、同日のテキサス・レンジャーズ戦でメジャーデビュー。この年は12試合に出場し、打率.241ながらメジャー初本塁打を記録した。マイナーではA+級フレデリックとAAA級ノーフォークで計135試合に出場し、打率.277、16本塁打、73打点・8盗塁だった。
2016年は、2試合の出場に留まった。AAA級ノーフォークでは130試合に出場し、本塁打は4本まで激減したが、打率は.288となり、二塁打も38本記録した。
2017年に投手に転向するも、トミー・ジョン手術を受けた。4月6日に自由契約となり、11日にマイナー契約で再契約した。
2018年オフに自由契約となる。

### メキシカンリーグ時代
2019年1月14日にメキシカンリーグのティフアナ・ブルズと契約。6月4日にトレードでサルティーヨ・サラペメーカーズに移籍。

### BCリーグ・茨城時代
2020年12月19日、ベースボール・チャレンジ・リーグの茨城アストロプラネッツが入団を発表した。外野手としての獲得ながら、試合終盤に投手として出場する「二刀流」構想があった。茨城での給与はメキシコ時代のおよそ1/5とも報じられている。チームへの合流は開幕後の2021年5月3日となった。6月1日の対神奈川フューチャードリームス戦で審判への侮辱行為により退場処分となり、翌日に2試合の出場停止処分が下された。茨城では23試合出場、打率.308、6本塁打、18打点を記録した。

### ソフトバンク時代
福岡ソフトバンクホークスの入団テストを受けて合格し、7月21日に入団することが発表された。ソフトバンク加入時点でNPBのレギュラーシーズンは東京オリンピックに伴う中断期間であったが、その間に行われた2021プロ野球エキシビションマッチでは9試合に出場し、打率.400の好成績を残し、リーグ戦再開日である8月13日に一軍登録された。リーグ戦ではスタメン出場した8月29日の対オリックス・バファローズ戦（京セラドーム大阪）の5回にNPB初本塁打を記録した。この試合では茨城で同僚だったオリックスのセサル・バルガスがNPB初勝利を挙げている。しかし、公式戦初打席から15打席ノーヒットに終わるなど、12試合出場、打率.162、1本塁打、3打点と結果を残せなかった。オフの11月5日に自由契約選手として公示された。

### メキシカンリーグ復帰
2022年1月18日にメキシカンリーグのモンテレイ・サルタンズへの入団が発表された。7月2日に自由契約となり、3日にサルティーヨ・サラペメーカーズに3年ぶりに復帰した。
2023年はグアダラハラ・マリアッチスでプレーした。
2024年から2025年にかけて、プエルトリコのウインターリーグに参加した。

## 詳細情報

### 年度別打撃成績
| 年 度     | 球 団        | 試 合 | 打 席 | 打 数 | 得 点 | 安 打 | 二 塁 打 | 三 塁 打 | 本 塁 打 | 塁 打 | 打 点 | 盗 塁 | 盗 塁 死 | 犠 打 | 犠 飛 | 四 球 | 敬 遠 | 死 球 | 三 振 | 併 殺 打 | 打 率 | 出 塁 率 | 長 打 率 | O P S |
| --------- | ------------ | ----- | ----- | ----- | ----- | ----- | -------- | -------- | -------- | ----- | ----- | ----- | -------- | ----- | ----- | ----- | ----- | ----- | ----- | -------- | ----- | -------- | -------- | ----- |
| 2006-2007 | CMG          | 48    | 129   | 125   | 7     | 32    | 3        | 0        | 0        | 35    | 12    | 0     | 1        | 1     | 0     | 3     | 1     | 0     | 11    | 5        | .256  | .273     | .280     | .553  |
| 2007-2008 | CMG          | 59    | 121   | 108   | 16    | 29    | 3        | 4        | 1        | 43    | 15    | 1     | 0        | 3     | 4     | 6     | 0     | 0     | 11    | 3        | .269  | .297     | .398     | .695  |
| 2008-2009 | CMG          | 80    | 315   | 271   | 41    | 73    | 7        | 2        | 5        | 99    | 31    | 5     | 8        | 6     | 3     | 26    | 1     | 9     | 26    | 4        | .269  | .350     | .365     | .715  |
| 2009-2010 | CMG          | 80    | 325   | 299   | 43    | 82    | 13       | 1        | 11       | 130   | 41    | 5     | 10       | 4     | 1     | 13    | 2     | 8     | 27    | 13       | .274  | .321     | .435     | .756  |
| 2010-2011 | CMG          | 90    | 376   | 344   | 65    | 125   | 22       | 2        | 20       | 211   | 81    | 2     | 2        | 0     | 5     | 18    | 4     | 9     | 20    | 4        | .363  | .404     | .613     | 1.018 |
| 2011-2012 | CMG          | 77    | 319   | 283   | 31    | 77    | 10       | 0        | 8        | 111   | 36    | 2     | 2        | 1     | 3     | 26    | 9     | 6     | 18    | 13       | .272  | .343     | .392     | .735  |
| 2015      | BAL          | 12    | 31    | 29    | 3     | 7     | 1        | 0        | 1        | 11    | 1     | 0     | 0        | 0     | 0     | 2     | 0     | 0     | 8     | 0        | .241  | .290     | .379     | .670  |
| 2016      | BAL          | 2     | 4     | 3     | 0     | 1     | 1        | 0        | 0        | 2     | 0     | 0     | 0        | 0     | 0     | 1     | 0     | 0     | 0     | 0        | .333  | .500     | .667     | 1.170 |
| 2021      | ソフトバンク | 12    | 40    | 37    | 1     | 6     | 1        | 0        | 1        | 10    | 3     | 0     | 0        | 0     | 0     | 3     | 0     | 0     | 7     | 1        | .162  | .225     | .270     | .495  |
| CNS：6年  | CNS：6年     | 434   | 1585  | 1430  | 203   | 418   | 58       | 9        | 45       | 629   | 216   | 15    | 23       | 15    | 16    | 92    | 17    | 32    | 113   | 42       | .292  | .345     | .440     | .785  |
| MLB：2年  | MLB：2年     | 14    | 35    | 32    | 3     | 8     | 2        | 0        | 1        | 13    | 1     | 0     | 0        | 0     | 0     | 3     | 0     | 0     | 8     | 0        | .250  | .314     | .406     | .721  |
| NPB：1年  | NPB：1年     | 12    | 40    | 37    | 1     | 6     | 1        | 0        | 1        | 10    | 3     | 0     | 0        | 0     | 0     | 3     | 0     | 0     | 7     | 1        | .162  | .225     | .270     | .495  |

- 2021年度シーズン終了時
- キューバで通常用いられる個人通算成績は、プレーオフや選抜リーグなども合算するため、この表の合計とは一致しない

### 記録

#### MiLB
- オールスター・フューチャーズゲーム選出 1回：2014年

#### NPB
- 初出場・初先発出場：2021年8月13日、対北海道日本ハムファイターズ15回戦（福岡PayPayドーム）、2番・左翼手で先発出場
- 初打席：同上、1回裏に加藤貴之から二飛
- 初安打：2021年8月22日、対千葉ロッテマリーンズ16回戦（福岡PayPayドーム）、6回裏に小野郁から中前安打
- 初打点：2021年8月24日、対埼玉西武ライオンズ16回戦（メットライフドーム）、8回表にリード・ギャレットから左前適時安打
- 初本塁打：2021年8月29日、対オリックス・バファローズ17回戦（京セラドーム大阪）、5回表にグレン・スパークマンから左中間越ソロ

### 背番号
- 12（2015年 - 2016年）
- 8（2021年 - 同年7月）
- 71（2021年7月23日 - 同年終了）